# Plaza Fundacional de Suba
La plaza Fundacional de Suba es una plaza ubicada en la localidad de Suba en Bogotá, Colombia. En este lugar se produjo en 1550 la fundación de Suba según las leyes que regían durante la Conquista Española. También conocida como plaza principal, está ubicada de la carrera 90 a la 91, entre calles 146C Bis y 147.
En el costado sur de la plaza se levanta la sede principal de la Alcaldía Local de Suba. En el costado oriental se encuentra la iglesia de la Inmaculada Concepción de Suba. En 1986 sus alrededores se encuentra el Parque Mirador de los Nevados.

## Características
La plaza ha conservado una parte considerable de los edificios de estilo colonial que la rodean. Sin embargo el diseño y el trazado peatonal del terreno de la plaza tienen un estilo más reciente. Una parte de la plaza se encuentra cubierta por ladrillo y en otras algunos camellones forman jardines.